# ディエゴ・アルダオ
ディエゴ・アルダオ（Diego Ardao、1995年8月4日 - ）は、スーペル・ラグビー・アメリカス、ペニャロール・ラグビーに所属するラグビーユニオン選手。

## プロフィール
- ウルグアイ出身[1]。
- ポジションはフランカー(FL)。
- 身長 177cm、体重 84kg

## 略歴
2024年、ペニャロールに加入。同年7月、パリ2024五輪の7人制ウルグアイ代表に選ばれて主将を務めた。